# Charles de Flahaut
Pour les articles homonymes, voir Flahaut.
Charles de Flahaut, de son nom complet Auguste Charles Joseph, comte de Flahaut de La Billarderie, né le 21 avril 1785 à Paris et mort le 2 septembre 1870 à Paris 7e, est un général et diplomate français, grand-croix de la Légion d'honneur, médaillé militaire. 
Il est grand chancelier de l’ordre national de la Légion d’honneur de 1864 à 1871.

## Biographie

### Origines familiales et jeunesse
Il est officiellement le fils de Charles-François de Flahaut de La Billarderie (1728-1793), maréchal de camp et Intendant des Jardins du Roi, guillotiné en 1793, et de Marie-Adélaïde Filleul (1761-1836). Cependant, Charles de Flahaut, ainsi que nombre de ses contemporains, considérait Talleyrand (1754-1838) comme son père. Celui-ci a d'ailleurs entretenu avec Charles de Flahaut une relation très particulière tout au long de sa vie.
Il passe la plus grande partie de sa jeunesse dans l'émigration pendant la Révolution française, séjournant dans plusieurs villes d'Europe (Londres, Hambourg, Bremgarten). Il rentre en France après l'avènement de Bonaparte comme Premier consul (fin 1799).
Son nom est habituellement orthographié Flahaut, mais on trouve également la graphie Flahault, plus conforme à son ascendance paternelle officielle. Il signe d'ailleurs FLAHAU(LT).

### La période napoléonienne (1800-1815)
À l'âge de 15 ans, il entre dans un corps de volontaires à cheval, organisé pour accompagner le premier Consul en Italie. Il lui écrit une lettre qui témoigne de sa volonté et de son ambition : « Général, je n'ai que 16 ans, mais je suis fort. Je sais trois langues assez bien. […] Trop jeune pour être soldat, j'ose vous demander d'être votre aide de camp. Soyez sûr que je serai tué ou que j'aurai justifié de votre choix à la fin de la campagne. ». Le jeune homme entame ainsi une carrière militaire rapide et impressionnante, avec l'aide de Talleyrand.
Il est admis au service de Louis Bonaparte en 1801, puis de Murat en 1803, comme capitaine aide-de-camp puis, après une liaison avec la femme de Murat, il est versé à l'état-major de Berthier en 1808.
Pendant ses quinze ans au service de Napoléon, il participe aux combats les plus prestigieux : Marengo, Ulm, Austerlitz, Iéna, Eylau, Friedland, Wagram. Il est aussi présent pendant la terrible campagne de Russie et la Prise de Moscou.

Promu au grade de général de brigade le 4 décembre 1812, il devient aide de camp de l'Empereur en 1813. Peu enthousiasmé par leurs premières rencontres, ce dernier aurait dit à Joséphine : 

« De l'esprit ? brtt ! Qui n'en a pas comme cela ? Il chante bien ? Belle qualité pour un soldat, qui, par état, est presque toujours enroué. Ah ! il est joli garçon, voilà ce qui vous touche, vous autres, femmes... Eh bien ! Je ne lui trouve rien du tout d'extraordinaire. Il ressemble à un faucheux avec ses éternelles jambes. »

Par la suite, il reconnut cependant qu'il est « un homme fait pour aller à tout ». Il eut en effet un rôle militaire, puis diplomatique.

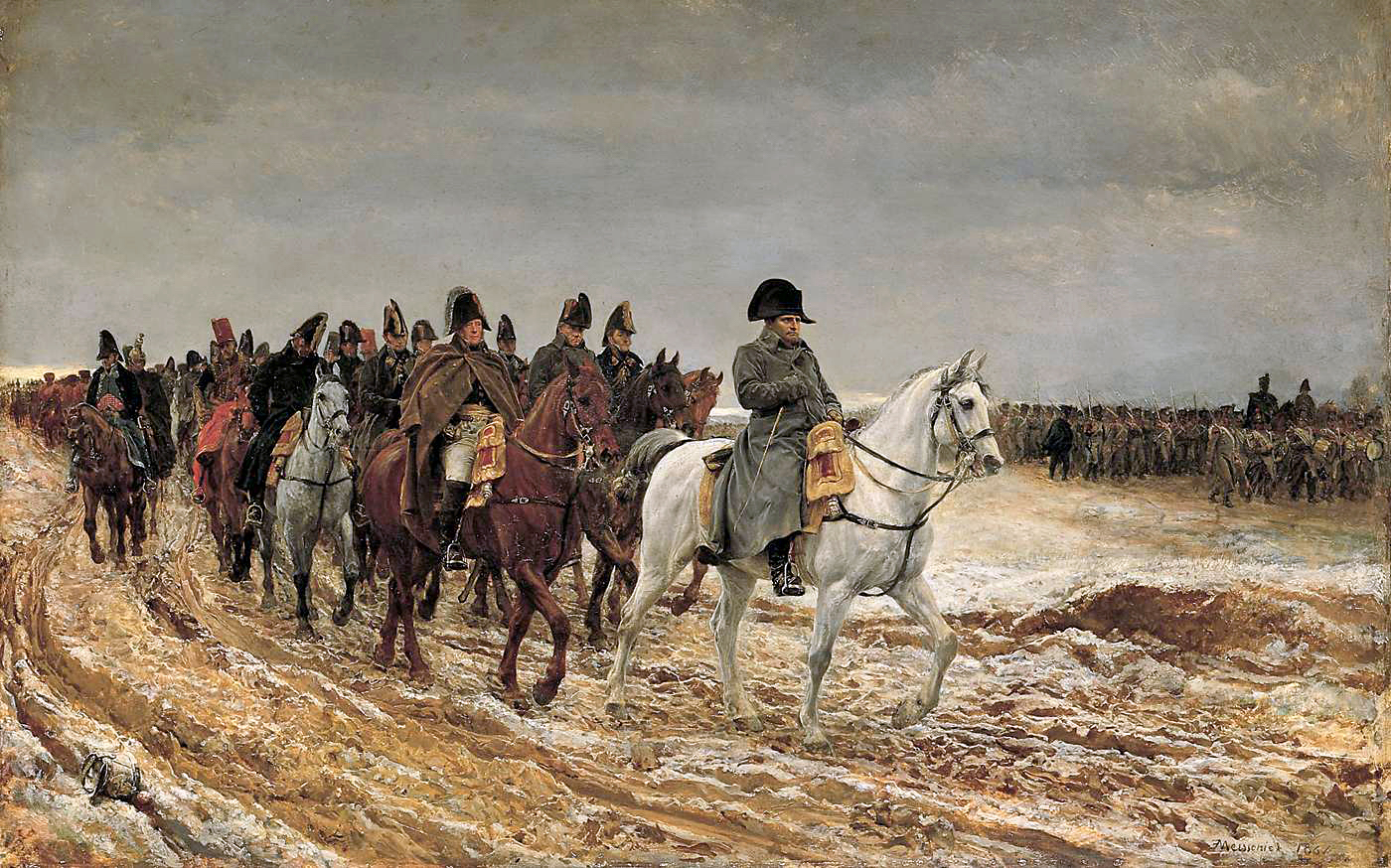
Peinture de Meissonier : 1814, Campagne de France. Retraite après la bataille de Laon : Napoléon et son état-major. Derrière lui de gauche à droite : Ney (capote sur les épaules), Berthier, Flahaut (fils de Talleyrand), derrière Ney, un inconnu tombant de fatigue, puis Drouot et, derrière Flahaut, peut-être Gourgaud,,.

Il se distingue alors à la bataille de Dresde et est nommé au grade de général de division (24 octobre 1813). Le 22 février 1814, il se rend auprès des plénipotentiaires russes, autrichiens et prussiens pour traiter d'un armistice, mais ses propositions ne sont pas acceptées.
Le titre de comte de l'Empire et le grade de commandeur de la Légion d'honneur lui furent accordés un peu plus tard.
Napoléon lui confie aussi ses premières missions diplomatiques à Neumarck en 1813 (exécuter l'armistice conclu avec les armées russes et prussiennes) et à Lusigny en 1814 (négocier l'armistice avec les alliés).
Après la première abdication de Napoléon Ier, en 1814, il s'oppose à la première Restauration ; pendant les Cent-Jours, le 2 juin 1815, il reprend son poste d'aide de camp et est nommé Pair de France. Il participe à la bataille de Waterloo. Il défend alors à la Chambre des Pairs le rapport du ministre de la Guerre attaqué par Ney, donne des détails sur les opérations de Grouchy, certifie que ce maréchal avait alors 40 000 hommes sous ses ordres, et appuie avec chaleur la proposition de Lucien Bonaparte en faveur de Napoléon II.
À la seconde abdication de Napoléon, il manque partir avec lui à Sainte-Hélène, mais est retenu par sa mère.
Avec les derniers fidèles de l'empereur, il tente vainement d'imposer le roi de Rome.
La carrière militaire de Charles de Flahaut s'arrête là ; Talleyrand réussit à faire rayer son nom de la liste des personnes qui devaient être exilées de France. Toutefois il doit s'éloigner pour quelque temps des sphères du pouvoir.

### La Restauration (1815-1830)
Après le retour du Roi il se  retire sur la Loire, puis se rend aux environs de Genève. Mais les correspondances qu'il entretient avec d'autres français  conduisent les autorités helvétiques à lui demander de quitter le pays. Il se rend alors d'abord en Savoie, à Aix où est également Mme Louis Bonaparte, Hortense de Beauharnais dont il est très proche, puis en Angleterre.
Après l'indépendance de la Belgique, Flahaut propose un plan alternatif de partage des territoires, parfois également attribué à Charles-Maurice de Talleyrand-Périgord, qui sera rejeté par la conférence de Londres.

### La monarchie de Juillet (1830-1848)
En 1830, le comte de Flahaut achète, pour 250 000 francs, l'hôtel de Massa. La famille de Flahaut y demeurera pendant vingt-trois ans.
Le 19 novembre 1831, il accède à la dignité de pair de France dans la série de trente-six pairs viagers destinée à permettre l'adoption à la Chambre haute du projet de loi abolissant l'hérédité de la pairie.
Dans les rangs de l'armée, il eut quelques missions pendant la monarchie de Juillet, mais il ne retrouva jamais le prestige militaire acquis sous le Premier Empire.
C'est grâce à l'ambition de sa femme qu'il entame une carrière diplomatique dès la Monarchie de Juillet. Il a en effet de très bonnes relations avec Louis-Philippe Ier, par l'intermédiaire de sa mère qui aurait été la maîtresse du futur roi pendant son exil au moment de la Révolution Française. Après avoir été écarté par Talleyrand (1754-1838) du poste d'ambassadeur à Londres que celui-ci occupait, il obtint celui d'ambassadeur à Vienne (septembre 1841). Son épouse avait beaucoup intrigué pour qu'on lui attribue ce poste. Ce ne fut qu'une ambassade mondaine. Ils furent cependant tous deux très appréciés de Metternich.

### La Seconde République (1848-1851)
Les évènements l'obligent à quitter son poste : il démissionne en septembre 1848 en même temps que la Deuxième République le révoque. Farouchement anti-républicain (il est plutôt libéral, par ses influences anglaises), il retourne vivre à Londres.
C'est l'entrée en politique de son fils Auguste de Morny, et l'arrivée de Louis-Napoléon Bonaparte, qui le fait revenir en France et rentrer dans la vie politique. À nouveau, sa femme est derrière lui, ainsi que sa fille aînée. Le couple est évoqué dans une lettre écrite à Londres par Prosper Mérimée à Mme Edouard Odier le 3 juin 1850 :

« M. de Flahaut m'a mené chez lord Ellesmere où j'ai vu un magnifique Cuyp nullement repeint (...) Il m'a paru que Mme de Flahaut était considérablement rajeunie. Elle a un râtelier neuf et est devenue douce et bonne. »

— Correspondance générale, Paris, Le Divan, 1947 - tome VI, 1850-1852 - p.56

### Le Second Empire (1851-1870)

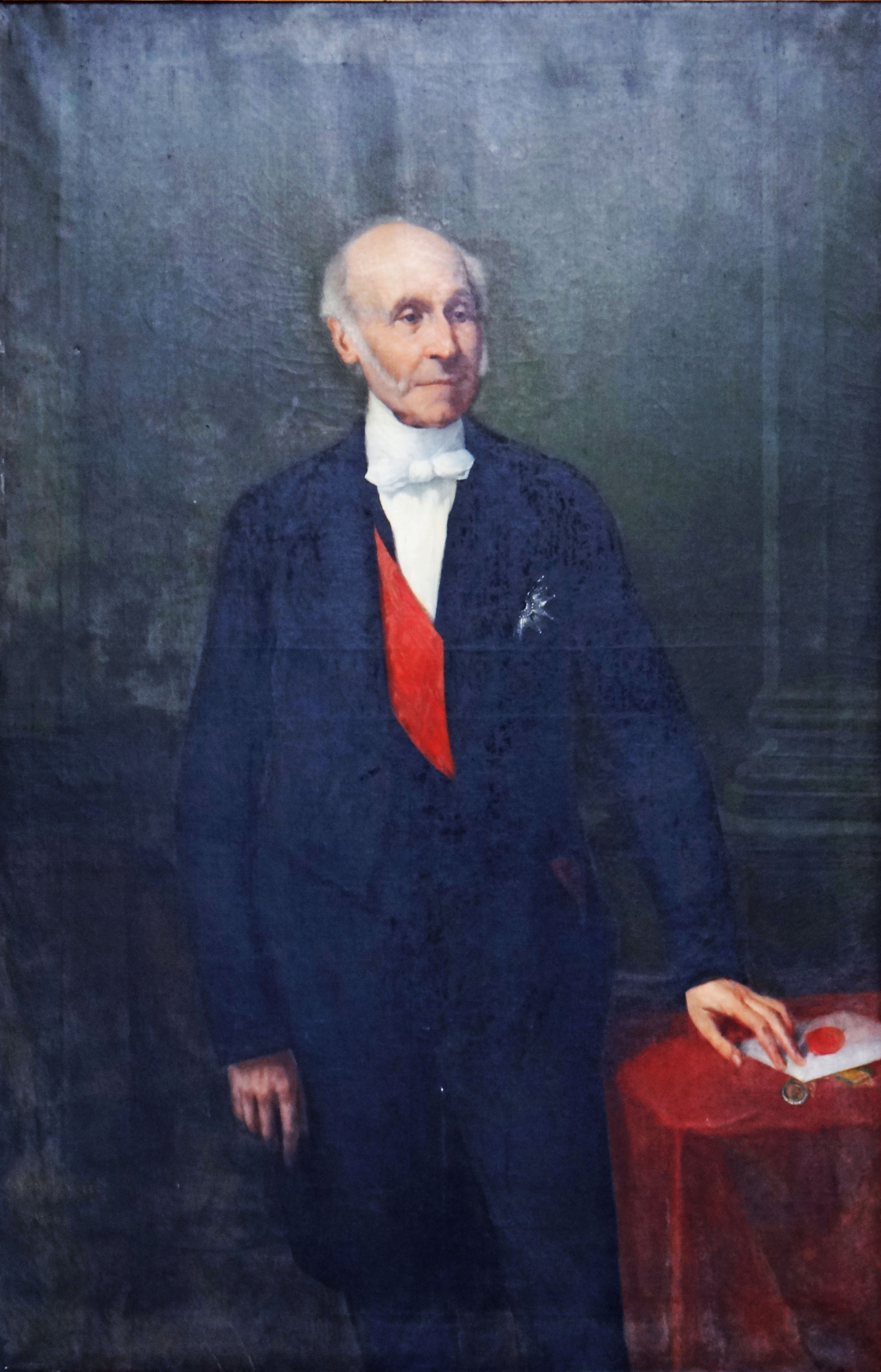
Portrait de Charles de Flahaut, grand chancelier de la Légion d'honneur.

Souvent ignoré par les sources, Flahaut participe, aux côtés de son fils, à la préparation et au coup d'État du 2 décembre 1851, retour d'un Bonaparte au pouvoir et souvenir du temps glorieux du Premier Empire. C'est la raison pour laquelle il favorise l'instauration du second Empire de Napoléon III pour qui il représente un excellent moyen de légitimer le nouveau régime, en continuité avec celui de son oncle.
Rapidement déçu par Napoléon III, il se désintéresse bientôt de la politique française. Malgré tout, il reste attaché à l'Empire, et c'est pourquoi il accède enfin au poste tant désiré d'ambassadeur à Londres en 1860. Il ne marqua pas cependant cette place, comme l'avait fait auparavant son père, mais fut d'excellent conseil pour Édouard Thouvenel, alors ministre des Affaires extérieures. Il démissionne de ce poste en 1862, à cause d'un désaccord avec Napoléon III et après le renvoi de Thouvenel.
Charles de Flahaut finit sa vie entre Londres et Paris, ne s'occupant plus de politique malgré quelques titres honorifiques : il est fait sénateur le 31 décembre 1852, Grand chancelier de la Légion d'honneur, puis relevé de sa retraite militaire pour être placé dans la deuxième section de réserve de l'état-major.

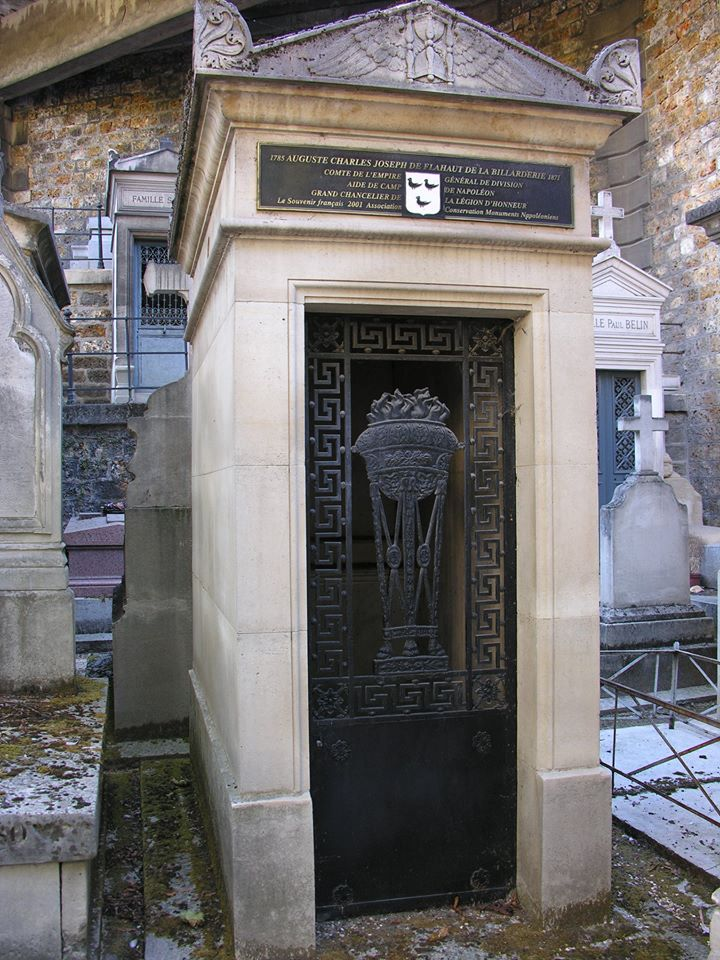
Sépulture au cimetière de Montmartre.

Il meurt dans la nuit du 1er au 2 septembre 1870, jour de la bataille de Sedan qui vit la chute du Second Empire. Il est enterré au cimetière de Montmartre à Paris (2e division 15PAD1836), avec sa fille Clémentine.

## Vie familiale

### Mariages et enfants légitimes
Adélaïde de Flahaut, née Marie Adélaïde Filleul (1761-1836), dont les romans ont obtenu tant de succès au XIXe siècle, et qui épousa en secondes noces M. de Souza, était la mère du général.
Le 19 juin 1817 (ou le 1er juillet), Charles de Flahaut épouse à l'église St André d'Édimbourg Margaret Mercer Elphinstone, baronne de Keith, fille de l'amiral Lord Keith (elle meurt à Paris le 12 novembre 1867) avec laquelle il aura cinq filles, dont Emily de Flahaut, marquise de Lansdowne.
Parmi ses descendants, on relève le nom de Michel Poniatowski (1922-2001), homme politique français.

### Un fils naturel: le duc de Morny
Grand, blond aux yeux bleus, chantant à merveille, Charles de Flahaut eut beaucoup de liaisons amoureuses. On lui attribue notamment les faveurs de Caroline Murat, de Pauline Bonaparte, ainsi que de femmes étrangères comme la princesse polonaise Anna Potocka (née Tyszkiewicz), rencontrée lors d'un séjour à Varsovie.
Cependant, c'est avec Hortense de Beauharnais qu'il eut la liaison la plus durable, dont est issu un fils illégitime, Charles de Morny (1811-1865). Déclaré à l'état civil le 22 octobre 1811 à Paris (IIIe arrondissement de l'époque), sous l'identité de Charles Auguste Louis Joseph Demorny, frère utérin du futur Napoléon III. Son identité fut ultérieurement transformée en Auguste, duc de Morny.
L'acte de naissance de l'enfant mentionne comme parents : « Auguste Jean Hyacinthe Demorny, propriétaire à Saint-Domingue, demeurant à Villetaneuse, département de la Seine », et son épouse « Louise Émilie Coralie Fleury ». En réalité, le couple Demorny faisait partie des connaissances de la famille de Beauharnais aux Antilles. Joséphine aurait demandé à ce Demorny, moyennant une somme d'argent, de reconnaître le fils illégitime de sa fille.
La famille de Flahaut accepta très bien la présence de Charles de Morny. Celui-ci devint en particulier très complice avec sa demi-sœur, la fille aînée légitime de son père.

## Titres
- Dotations :
  - En Westphalie (décret du 19 mars 1808) ;
  - En Hanovre (décret du 15 août 1809) ;
  - 18 000 francs (19 novembre 1813) ;
- Baron de Flahaut de La Billardrie et de l'Empire (décret du 15 août 1809, lettres patentes du 2 novembre 1810, Fontainebleau) ;
- Comte de Flahaut de La Billardrie et de l'Empire (24 octobre 1813) (décret du 24 octobre 1813, lettres patentes du 11 décembre 1813, Palais des Tuileries) ;
- « Pair de France » (membre de la Chambre des pairs) :
  - 2 juin 1815 (Cent-Jours, lettre de Maret, duc de Bassano) ;
  - 20 novembre 1831 (Monarchie de Juillet, lettre de Casimir Perier, ministre de l'Intérieur) ;

## Distinctions

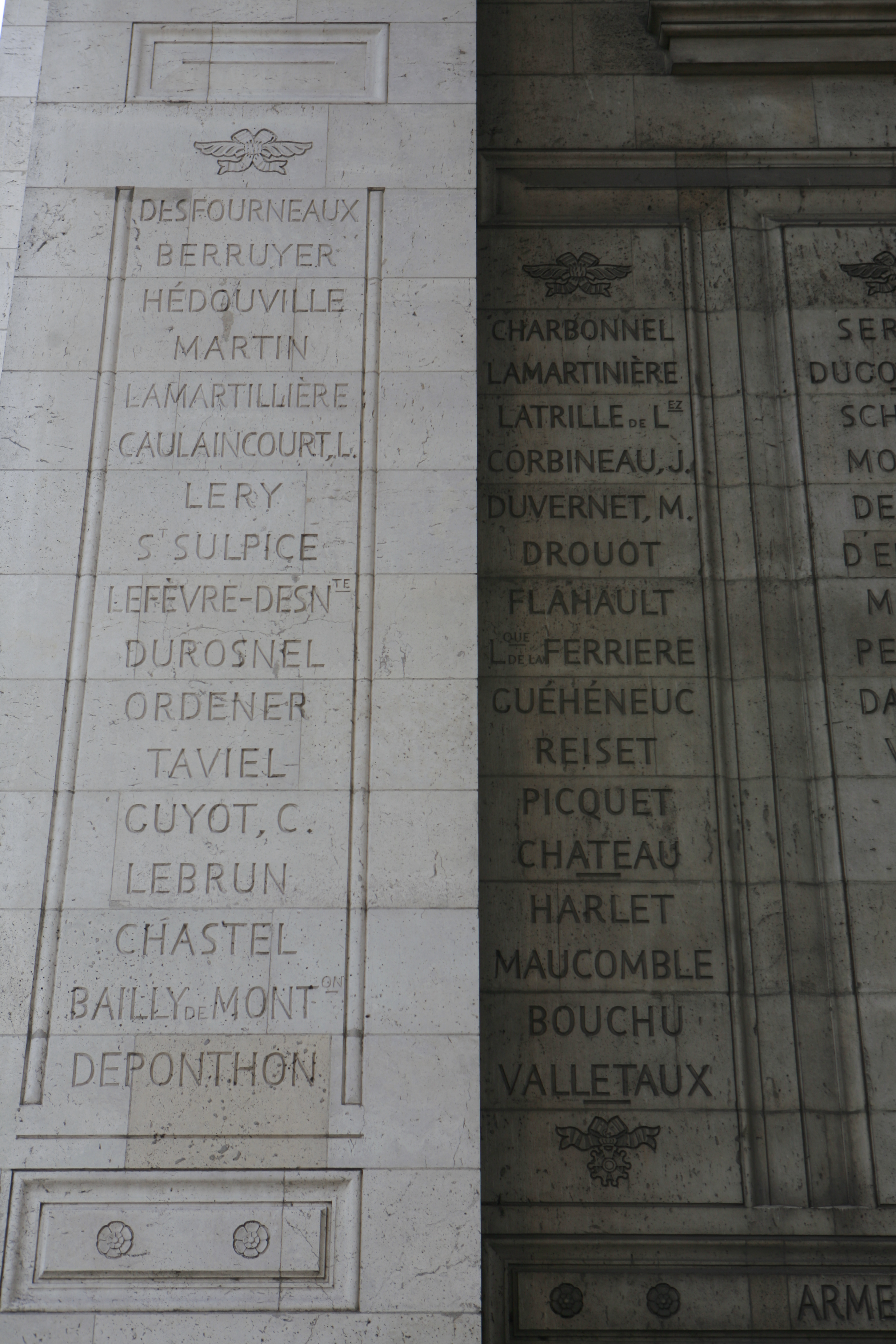
Noms gravés sous l'arc de triomphe de l'Étoile : pilier Ouest, 31e et.

- Grand chancelier de la Légion d'honneur (lettre du maréchal Vaillant, ministre de la maison de l'Empereur et des Beaux-Arts, du 28 juillet 1864 - 1870)

### Décorations françaises
- Médaille militaire (lettre du maréchal-comte Randon, ministre de la Guerre, du 17 février 1866)
- Grand-croix de la Légion d'honneur (mai 1838),
  - Grand officier (lettre de Baradère, secrétaire général du ministère de la Guerre, du 5 mai 1831 et lettre du maréchal Macdonald, grand chancelier de la Légion d'honneur, du 11 mai 1831), puis,

### Décorations étrangères
- Grand-croix de l'ordre de Léopold[13]
- Grand-croix de l'ordre de la Maison ernestine de Saxe par le duc de Saxe-Cobourg-Gotha (lettre du baron von Lepel du 29 mars 1843)
- Commandeur de l'Ordre de Saint-Henri de Saxe[13]
- Son nom est gravé sous l'arc de triomphe de l'Étoile

## Armoiries
| Figure | Blasonnement |
|        | Armes des Flahault de La BillarderieD'argent, à trois merlettes de sable. Armes de la famille de FlahaultD'argent, à trois merlettes de sable, au chef d'azur, ch. d'une croix d'or.[réf. nécessaire] |
|        | Armes du baron de Flahaut de La Billardrie et de l'Empire (décret du 15 août 1809, lettres patentes du 2 novembre 1810, Fontainebleau), D'argent à trois merlettes de sable, surmontées d'un comble d'azur chargé d'une croix d'or : franc-quartier des Barons tirés de l'armée brochant sur le tout. - Livrées : les couleurs de l'écu.                               |
|        | Armes du comte Flahaut de La Billardrie et de l'Empire (24 octobre 1813) (décret du 24 octobre 1813, lettres patentes du 11 décembre 1813, Palais des Tuileries) D'argent à trois merlettes de sable ; au comble d'azur chargé d'une croix pleine d'or ; franc-quartier des comtes tirés de l'armée, brochant au neuvième de l'écu. - Livrées : les couleurs de l'écu. |